# 楞次陨石坑
楞次陨石坑（Lents）是位于月球背面赤道区的一座小撞击坑，
其名称取自俄国物理学家海因里希·弗里德里希·埃米尔·楞次（1804年－1865年），1970年被国际天文学联合会正式接受。

## 描述

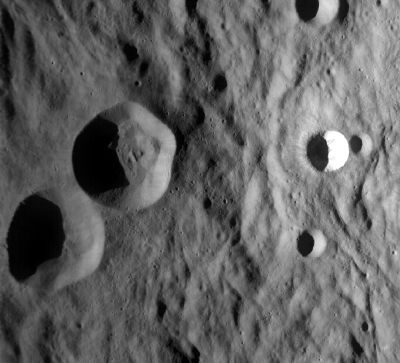
月球勘测轨道飞行器拍摄的楞次陨石坑周边，最左侧是楞次陨石坑，它的右上方为卫星坑"楞次 C"，靠右侧则是皮耶拉佐陨石坑。

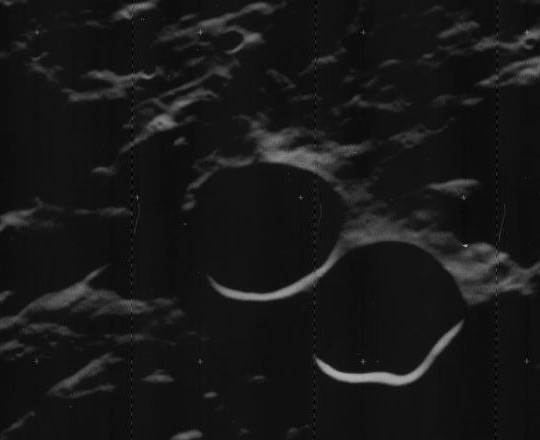
月球轨道器5号拍摄的楞次陨石坑(中)和卫星坑"楞次 C"(右下)西向斜视图

该陨坑西侧毗邻较大的洛伊施纳环形山、北面靠近已损毁的埃尔维环形山，小陨坑皮耶拉佐位于它的东北偏东，东南和西南则分别坐落了克拉马罗夫陨石坑和格拉乔夫陨石坑，而它的南面则横亘了巨大的科迪勒拉山脉。该陨坑中心月面坐标为2°43′N 102°18′W / 2.72°N 102.3°W，直径21.98公里，深约1.83公里。
楞次陨石坑坐落在环东方海撞击盆地的巨大喷发物裙中，外观呈圆碗状，几乎未受到侵蚀磨损，陨坑壁沿尖峭，内侧壁平整。东北外壁上附靠了直径大体相同的卫星坑"楞次 C"。楞次陨石坑的坑壁最大高出周边地形810米，内部容积约有299.68公里3。坑底表面相对平坦，直径约为陨坑口径的一半，坑内没有其它醒目的地貌结构。来自东北偏东皮耶拉佐陨石坑朦胧的射纹束穿过了卫星坑"楞次 C"和楞次陨石坑，一起抵达更北的埃尔维环形山。

## 卫星陨石坑
按惯例，最靠近楞次陨石坑的卫星坑将在月图上用字母标注在它的中心点旁边。

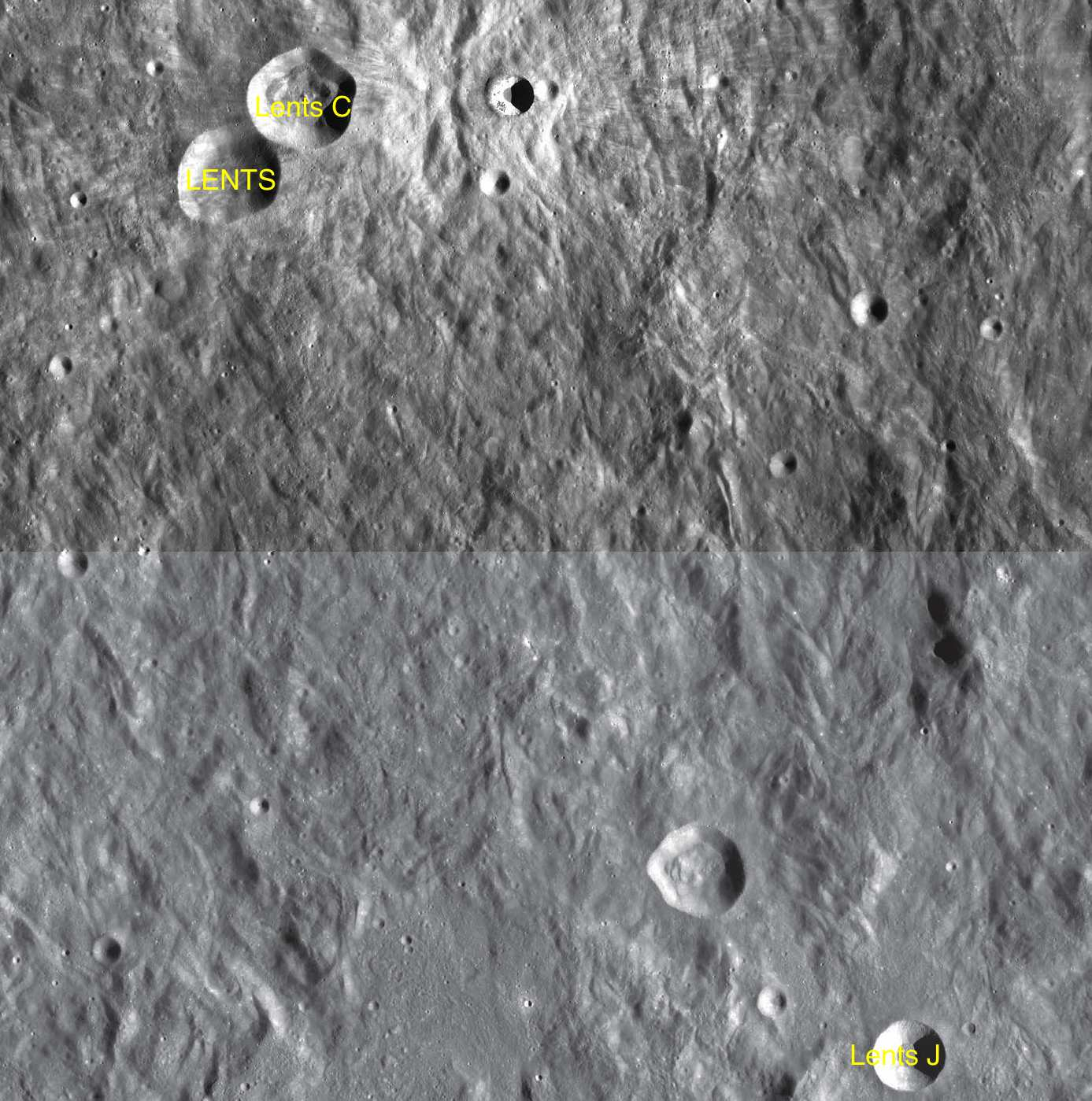
LAC-72与LAC-90拼接图

| 楞次 | 緯度    | 經度      | 直徑     |
| ---- | ------- | --------- | -------- |
| C    | 3.28° N | 101.77° W | 23.3公里 |
| J    | 3.63° S | 97.37° W  | 15.8公里 |

## 另请参阅
- Andersson, L. E.; Whitaker, E. A. . NASA RP-1097. 1982.
- Blue, Jennifer. . USGS. July 25, 2007  [2007-08-05]. （原始内容存档于2012-04-08）.
- Bussey, B.; Spudis, P. . New York: Cambridge University Press. 2004. ISBN 978-0-521-81528-4.
- Cocks, Elijah E.; Cocks, Josiah C. . Tudor Publishers. 1995. ISBN 978-0-936389-27-1.
- McDowell, Jonathan. . Jonathan's Space Report. July 15, 2007  [2007-10-24]. （原始内容存档于2012-05-26）.
- Menzel, D. H.; Minnaert, M.; Levin, B.; Dollfus, A.; Bell, B. . Space Science Reviews. 1971, 12 (2): 136–186. Bibcode:1971SSRv...12..136M. doi:10.1007/BF00171763.
- Moore, Patrick. . Sterling Publishing Co. 2001. ISBN 978-0-304-35469-6.
- Price, Fred W. . Cambridge University Press. 1988. ISBN 978-0-521-33500-3.
- Rükl, Antonín. . Kalmbach Books. 1990. ISBN 978-0-913135-17-4.
- Webb, Rev. T. W.  6th revised. Dover. 1962. ISBN 978-0-486-20917-3.
- Whitaker, Ewen A. . Cambridge University Press. 1999. ISBN 978-0-521-62248-6.
- Wlasuk, Peter T. . Springer. 2000. ISBN 978-1-85233-193-1.